# فرودگاه امپرس

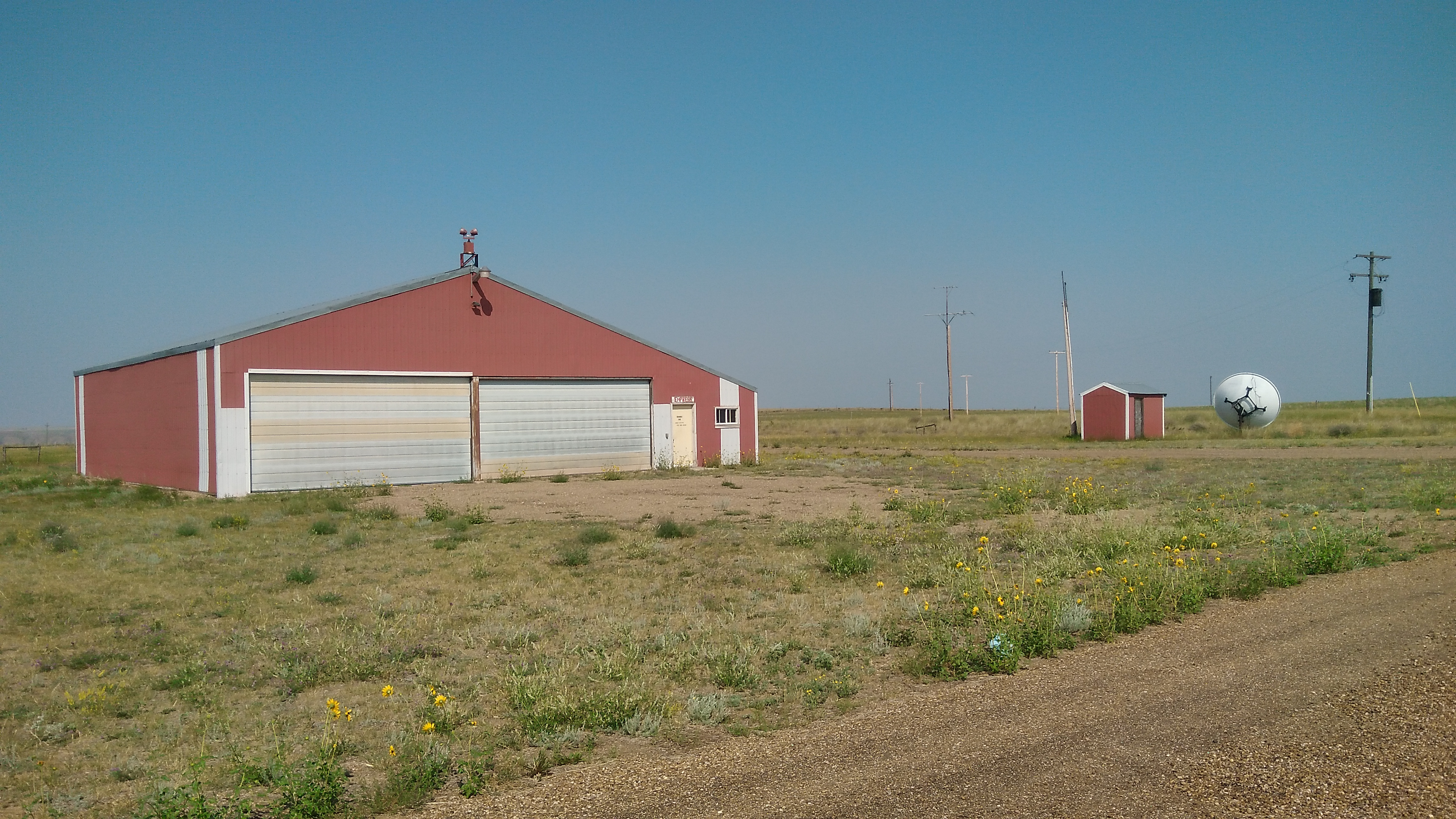
فرودگاه امپرس

فرودگاه امپرس (به انگلیسی: Empress Airport) یک فرودگاه همگانی است که یک باند فرود آسفالت دارد و طول باند آن ۹۰۰ متر است. این فرودگاه در کشور کانادا قرار دارد و در ارتفاع ۶۷۴ متری از سطح دریا واقع شده است.